# Katastrofa lotu Pakistan International Airlines 404
Katastrofa lotu Pakistan International Airlines 404 – katastrofa lotnicza, do której doszło 25 sierpnia 1989 roku w  Himalajach w Pakistanie. W wyniku katastrofy samolotu Fokker F27 linii Pakistan International Airlines śmierć poniosły 54 osoby (49 pasażerów i 5 członków załogi) – wszyscy na pokładzie. Przyczyna katastrofy jest nieznana.
Fokker F27 odbywał poranny lot z miasta Gilgit do stolicy Pakistanu, Islamabadu. Załoga musiała pokonać łańcuch górski Himalajów. Planowo, samolot miał wylądować w Islamabadzie około godziny 8:30. Kilka minut po starcie, o godzinie 7:40 załoga zameldowała się wieży kontroli lotów. 5 minut później, maszyna niespodziewanie zniknęła z radarów. Miejsce katastrofy było poszukiwane z powietrza oraz drogą lądową. Jak ustalono, Fokker zniknął z radarów w okolicach szczytu Nanga Parbat. Przypuszcza się, że wrak wpadł do głębokiej szczeliny. Niestety, pomimo upływu lat, nie udało się go zlokalizować, a co za tym idzie – ustalić przyczyn katastrofy.